# Nenbutsu
Nembutsu (ou Nenbutsu, em japonês: 念仏) se refere à prática de contemplação do Buda e está associada ao Budismo Terra Pura.